# Eutartessus aesi
Eutartessus aesi är en insektsart som beskrevs av Evans 1981. Eutartessus aesi ingår i släktet Eutartessus och familjen dvärgstritar. Inga underarter finns listade i Catalogue of Life.